# Francisco S. Álvarez
Francisco Segundo Álvarez fue un político argentino, de profesión escribano, que ocupó el cargo de gobernador de la Provincia de Mendoza entre los años 1914 y 1918.

## Biografía
Nació en la ciudad de Mendoza en 1868. Ejerció de Escribano Público desde el año 1892 y se desempeñó como Escribano de Gobierno en 1903. Fue Diputado provincial por dos períodos, entre 1903 y 1910.
En representación del partido llamado "La Liga Cívica" y electo en noviembre de 1913 por sufragio universal y secreto según lo establecido en la Ley Sáenz Peña, el 12 de enero de 1914 fue proclamado gobernador por el Colegio Electoral de su provincia. Su vicegobernador era Rafael Guevara. Su triunfo representaba un cambio decisivo en la política mendocina anunciando el declive de los partidarios del derrotado Emilio Civit.
Designó a Noé Britos como ministro de Industria y Obras Públicas, a Julián Barraquero en Gobierno, y a Salvador B. Reta en Hacienda, nombres que generaron oposición en su mismo partido.
A fines de diciembre de 1914 convocó a elecciones para elegir una Convención Reformadora, la que el 11 de febrero de 1916 sancionó una nueva Constitución para la provincia. El radicalismo de la mano de Álvarez fijó un nuevo mecanismo de representación territorial  que modificaba las reglas de la elección para concejales diputados y senadores provinciales redefiniendo unilateralmente los límites de las circunscripciones para favorecer la sobrerepresentación del radicalismo. 
Considerando que la economía provincial era en extremo dependiente de la vitivinicultura. En marzo de 1914 asumió como gobernador cuya elección estuvo a cargo del Colegio Electoral. En poco tiempo, en el contexto de la Primera Guerra Mundial y con una mala administración, Mendoza quedó sumida en una gran crisis económica y financiera. Los empleados públicos no cobraban sus sueldos, cientos de personas quedaron cesantes de sus trabajos. Ante la falta de dinero, Álvarez empezó a emitir bonos, mientras se multiplicaban las “ollas populares”, para paliar el hambre y la grave situación. El descontento social aumento contra el gobernador Francisco Álvarez. El 25 de septiembre de 1917 enfrentó una de las revueltas más sangrientas, que se produjo  en la que se reprimió a miles de manifestantes.
El presidente Hipólito Yrigoyen decretó la intervención provincial y eligió al cordobés Eufrasio Loza.
Durante su mandato se instituyó el Día de la Raza en la Provincia de Mendoza, y unos meses después en todo el país. La crisis económica provocada por el estallido de la Primera Guerra Mundial —ante la cual Álvarez declaró "neutral" a la provincia antes de que hiciera lo propio el gobierno nacional— la suspensión del pago de sueldos creó una situación desesperante para los docentes, quienes a finales de 1917 iniciaron una huelga contra el gobierno encabezado por quien llamaban "Don Pancho Hambre".
La crisis afectó también la industria y el comercio, por lo que Álvarez tomó deuda del Banco Central de la República Argentina para comprar vino, que en parte fue vendido y en parte derramado, y uva para repartir en los barrios pobres. Las deudas fueron saldadas en término echando mano a las rentas generales afectando los sueldos públicos, pero la medida ayudó a superar la situación.